# Trampoline aux Jeux olympiques d'été de 2020
Pour des articles plus généraux, voir Trampoline aux Jeux olympiques et Gymnastique aux Jeux olympiques d'été de 2020.
Navigation
Rio de Janeiro 2016 Paris 2024
Les compétitions de Trampoline aux Jeux olympiques d'été de 2020 de Tokyo (Japon) sont organisées au Centre olympique de gymnastique d'Ariake et devaient initialement avoir lieu 31 juillet au 1er août 2020, et ont été reportées du 30 au 31 juillet 2021.

## Qualifications
Les qualifications aux épreuves de trampoline sont basées sur les résultats des athlètes lors de plusieurs compétitions :
- les championnats du monde de trampoline 2019, à Tokyo (Japon) du 28 novembre au 1er décembre 2019. Les 8 meilleurs finalistes masculins et féminins seront qualifiés avec un quota d'un athlète par pays ;
- le classement en série de la coupe du monde 2019/2020 ;
- le championnat d'Europe de trampoline 2020.

## Programme
| Q | Qualifications | F | Finales |

| Épreuve         | Ven 30 juillet | Ven 30 juillet | Sam 31 juillet | Sam 31 juillet |
| --------------- | -------------- | -------------- | -------------- | -------------- |
| Concours hommes | Q              | F              |                |                |
| Concours femmes |                |                | Q              | F              |

## Podiums
| Épreuves                                | Or                     | Argent             | Bronze              |
| --------------------------------------- | ---------------------- | ------------------ | ------------------- |
| Hommes                                  |                        |                    |                     |
| Concours individuel résultats détaillés | Ivan Litvinovich (BLR) | Dong Dong (CHN)    | Dylan Schmidt (NZL) |
| Femmes                                  |                        |                    |                     |
| Concours individuel résultats détaillés | Zhu Xueying (CHN)      | Liu Lingling (CHN) | Bryony Page (GBR)   |

- Pays organisateur (Japon)

| Rang  | Nation           | Or | Argent | Bronze | Total |
| ----- | ---------------- | -- | ------ | ------ | ----- |
| 1     | Chine            | 1  | 2      | 0      | 3     |
| 2     | Biélorussie      | 1  | 0      | 0      | 1     |
| 3     | Grande-Bretagne  | 0  | 0      | 1      | 1     |
| 3     | Nouvelle-Zélande | 0  | 0      | 1      | 1     |
| Total | Total            | 2  | 2      | 2      | 6     |